# Канадский волк
Канадский волк (лат. Canis lupus pambasileus) — подвид обыкновенного волка, обитающий в Северной Америке на территории Канады.

## Внешний вид
Размеры и общий вес волков подвержены сильной географической изменчивости; замечено, что они меняются пропорциально в зависимости от окружающего климата и в полном соответствии с правилом Бергмана (чем более холодный климат, тем крупнее животное). В общем случае высота животных в холке колеблется в пределах 60—85 см, длина 105—160 см, а вес 32—62 кг, что делает обыкновенного волка одним из самым крупных млекопитающих в семействе. На Аляске и на севере Канады крупные волки могут весить более 77 кг.

## Размножение
После 62—65 дней беременности самки приносят от 3 до 10—13 слепых волчат, прозревающих на 12—13 день. Подросших волчат родители кормят отрыжкой из съеденного мяса, позже — убитой добычей. В выкармливании волчат принимает участие вся стая.

## Распространение
Водится в Северной Америке, от Аляски до США.